# アルジェリア (小惑星)
アルジェリア(1213 Algeria)は、小惑星帯の外側を公転する炭素質の小惑星である。直径は、約32kmである。1931年にギィ・レースがアルジェ天文台で発見し、発見地が所在する北アフリカのアルジェリアに因んで命名された。

## 発見
アルジェリアは、1931年12月5日にフランスの天文学者ギィ・レースが北アフリカのアルジェ天文台で発見した。3日後、ベルギー-アメリカ合衆国の天文学者ジョージ・ファン・ビースブルックがウィスコンシン州のヤーキス天文台で独立に発見した。
最初のプレカバリーはヤーキス天文台で取られ、アルジェリアの観測弧は、公式な発見日より、ちょうど16日間伸びた。

## 軌道と分類
小惑星帯の外側、太陽から2.7-3.5天文単位の距離を5年7カ月（2,035日）かけて公転している。軌道離心率は0.13、黄道に対する軌道傾斜角は13°である。

## 物理的性質

### 光度曲線
アルジェリアの光度曲線は、2002年8月にフランスのアマチュア天文学者であるクラウディン・リンナーによって得られた。光度曲線の分析により、自転周期は16時間で光度の変化は0.19等級であることが明らかとなった。

### 直径とアルベド
赤外線天文衛星IRASと日本のあかり、アメリカ航空宇宙局の広視野赤外線探査機のNEOWISEミッションによる観測によると、アルジェリアの直径は29.2、34.5 km、表面のアルベドは0.057、0.093と測定された。
Collaborative Asteroid Lightcurve Link(CALL)では、絶対等級11.1とC型小惑星であることから、アルベドを0.059、直径を33.1 kmとしている。

## 命名
発見地の天文台が所在し、当初フランスの植民地であった北アフリカの国、アルジェリアに因んで命名された。公式な命名の引用は、1955年に出版されたポール・ハーゲットの著書The Names of the Minor Planetsによる。